# Том Хитон
Томас Дејвид Хитон (енгл. Thomas David Heaton; 15. април 1986) професионални је енглески фудбалер који игра на позицији голмана. Тренутно наступа за Манчестер јунајтед и репрезентацију Енглеске.
Продукт је омладинске школе Манчестер јунајтеда, али никада није добио прилику да игра за први тим, па је био слан на бројне позајмице. Након добијених шанси у Кардиф Ситију и Бристол Ситију, провео је шест сезона у Бернлију за који је забележио 200 укупно наступа. За репрезентацију Енглеске је одиграо три утакмице.